# Danske Universiteter
|  | For en oversigt over de enkelte danske universiteter, se Universiteter i Danmark. |
Danske Universiteter (eng.: Universities Denmark) er interesseorganisation for universiteterne i Danmark. Organisationen blev etableret i 1967 under navnet rektorkollegiet og skiftede i 2008 navn til Danske Universiteter. Den har til formål at fremme samarbejdet mellem universiteterne samt at tale universiteternes interesse i forhold til bl.a. Uddannelses- og Forskningsministeriet, andre myndigheder, organisationer i ind- og udland samt offentligheden. Organisationen er bl.a. medlem af European University Association og har 13 ansatte.
Ifølge Danske Universiteter er der 10 universitetsbyer i Danmark i (2019).
Danske Universiteter ledes af et præsidium bestående af Formandskollegiet og Rektorkollegiet.
Rektorkollegiets formand, rektor Brian Bech Nielsen (Aarhus Universitets rektor), fungerer som organisationens talsmand.

## Medlemmerne
Alle otte danske universiteter, dvs. videregående forsknings- og uddannelsesinstitutioner under Universitetsloven, er medlemmer af Danske Universiteter:
1. Københavns Universitet (forkortes KU)
2. Aarhus Universitet (AU)
3. Syddansk Universitet (SDU)
4. Aalborg Universitet (AAU) (med den tidligere forkortelse AUC efter det oprindelige navn: Aalborg Universitetscenter)
5. Roskilde Universitet (RUC efter det tidligere navn: Roskilde Universitetscenter)
6. Danmarks Tekniske Universitet (DTU)
7. Copenhagen Business School (CBS)
8. IT-Universitetet i København (ITU)

### Halvdelen vil anvende AI
RUC begynder AI-undervisning af journaliststuderende. Tre af medlemmerne vil bruge kunstig intelligens i undervisningen: CBS og DTU samt AAU. Desuden tillader AU sine studerende at bruge kunstig intelligens til at skrive bachelorprojekt eller speciale. ITU's rektor mener, at AI kan øge udbud af uddannelser. Ydermere har en professor ved KU anvendt ChatGPT i sin undervisning. Tilmed forsker SDU i at anvende ChatGPT i undervisning.